# Kepner-Tregoe
Kepner-Tregoe (KT) ist ein weltweit tätiger Anbieter von Beratungs- und Trainingslösungen und spezialisiert darauf, die strategische und operative Leistung von Unternehmen durch die Anwendung von rationalen Prozessen, insbesondere durch bewährte Methoden zu Problemlösung und Entscheidungsfindung, zu verbessern.

## Geschichte und Tätigkeit
Kepner-Tregoe wurde 1958 von Charles Kepner und Benjamin Tregoe gegründet. Die beiden amerikanischen Firmengründer gelten als Pioniere der rationalen Arbeitsmethoden und haben die grundsätzlichen Lösungs-Denkmuster von Menschen erforscht und visualisiert. Das Unternehmen hat seinen globalen Hauptsitz in Princeton, New Jersey. Der europäische Hauptsitz befindet sich in Maidenhead, UK. Daneben existieren in Europa Büros in Deutschland, den Niederlanden, Frankreich und der Schweiz.
Im Bereich dieser Denkprozesse gelten Situationsanalyse, Problemanalyse, Entscheidungsanalyse, Analyse potentieller Probleme, Strategieformulierung und -implementierung und v. m. als grundsätzliche Methoden, um Denkprozesse dauerhaft zu etablieren.
Unter dem Begriff „Kepner-Tregoe“ gibt es mehrere Methoden, um unterschiedliche „Aufgaben“ zu lösen. Grundsätzlich wird der Begriff „Problem“ von „Entscheidung“ abgegrenzt. Unterschiedliche Aufgaben, denen Menschen gegenüberstehen, benötigen grundsätzlich unterschiedliche Herangehensweisen. Die Abarbeitung dieser Aufgaben bedarf teilweise unterschiedlicher Prozesse. Genau dieser Unterschied wird durch die Situationsanalyse deutlich. Im Weiteren können die klassifizierten Aufgaben durch verschiedene Prozesse gelöst werden.
Die Problemanalyse gilt heute als „Best Practice“ im Umfeld von Operational und Service Excellence. Sie ermöglicht die Identifikation von unbekannten Ursachen, um diese anschließend zu eliminieren. U.a. wird die Problemanalyse von Kepner-Tregoe zur Anwendung im Problemmanagement von ITIL empfohlen.
Die Entscheidungsanalyse bietet den rationalen Anspruch für die beste verfügbare Lösung, die implementiert werden soll.
Situationsanalyse ermittelt alle notwendigen Aufgaben, klärt und priorisiert diese, stellt sie in einer speziellen To-do-Liste, der sog. Action Item List (AIL), dar und bereitet die Lösung mit den richtigen Hilfsmitteln vor.
Die Analyse potentieller Probleme ist ein Prozess, um zukünftige Probleme zu vermeiden und im Ernstfall auf die Schadensreduzierung vorbereitet zu sein.

## Ähnliche Methoden
- Nutzwertanalyse
- Analytic Hierarchy Process
- 8D-Report
- Design for Six Sigma
- TRIZ